# 7.ª etapa del Giro de Italia 2018
La 7.ª etapa del Giro de Italia 2018 tuvo lugar el 11 de mayo de 2018 entre Pizzo Calabro y Praia a Mare sobre un recorrido de 159 km y fue ganada al sprint por el ciclista irlandés Sam Bennett del equipo Bora-Hansgrohe.

## Clasificación de la etapa
| \| Clasificación de la etapa \| Clasificación de la etapa \| Clasificación de la etapa \| Clasificación de la etapa \| Clasificación de la etapa \| \| Ciclista \| Ciclista \| Equipo \| Tiempo \| \| \| ------------------------- \| ------------------------- \| ----------------------------- \| ------------------------- \| ------------------------- \| \| 1.º \| Sam Bennett \| Bora-Hansgrohe \| 3 h 45 min 27 s \| \| \| 2.º \| Elia Viviani \| Quick-Step Floors \| + 0 s \| \| \| 3.º \| Niccolò Bonifazio \| Bahrain-Merida \| + 0 s \| \| \| 4.º \| Sacha Modolo \| EF Education First-Drapac \| + 0 s \| \| \| 5.º \| Danny van Poppel \| LottoNL-Jumbo \| + 0 s \| \| \| 6.º \| Jakub Mareczko \| Wilier Triestina-Selle Italia \| + 0 s \| \| \| 7.º \| Clément Venturini \| AG2R La Mondiale \| + 0 s \| \| \| 8.º \| Mads Pedersen \| Trek-Segafredo \| + 0 s \| \| \| 9.º \| Jürgen Roelandts \| BMC Racing Team \| + 0 s \| \| \| 10.º \| Jens Debusschere \| Lotto-Soudal \| + 0 s \| \| |                   |                               |                 |
| |                   |                               |                 |
| Fuente: ProCyclingStats |                   |                               |                 |
| Clasificación de la etapa |                   |                               |                 |
| Ciclista | Ciclista          | Equipo                        | Tiempo          |
| 1.º | Sam Bennett       | Bora-Hansgrohe                | 3 h 45 min 27 s |
| 2.º | Elia Viviani      | Quick-Step Floors             | + 0 s           |
| 3.º | Niccolò Bonifazio | Bahrain-Merida                | + 0 s           |
| 4.º | Sacha Modolo      | EF Education First-Drapac     | + 0 s           |
| 5.º | Danny van Poppel  | LottoNL-Jumbo                 | + 0 s           |
| 6.º | Jakub Mareczko    | Wilier Triestina-Selle Italia | + 0 s           |
| 7.º | Clément Venturini | AG2R La Mondiale              | + 0 s           |
| 8.º | Mads Pedersen     | Trek-Segafredo                | + 0 s           |
| 9.º | Jürgen Roelandts  | BMC Racing Team               | + 0 s           |
| 10.º | Jens Debusschere  | Lotto-Soudal                  | + 0 s           |

## Clasificaciones al final de la etapa

### Clasificación general(Maglia Rosa)
| \| Clasificación general \| Clasificación general \| Clasificación general \| Clasificación general \| Clasificación general \| \| Ciclista \| Ciclista \| Equipo \| Tiempo \| \| \| --------------------- \| --------------------- \| --------------------- \| --------------------- \| --------------------- \| \| 1.º \| Simon Yates \| Mitchelton-Scott \| 26 h 31 min 30 s \| \| \| 2.º \| Tom Dumoulin \| Team Sunweb \| + 16 s \| \| \| 3.º \| Esteban Chaves \| Mitchelton-Scott \| + 26 s \| \| \| 4.º \| Domenico Pozzovivo \| Bahrain-Merida \| + 43 s \| \| \| 5.º \| Thibaut Pinot \| Groupama-FDJ \| + 45 s \| \| \| 6.º \| Rohan Dennis \| BMC Racing Team \| + 53 s \| \| \| 7.º \| Pello Bilbao \| Astana \| + 1 min 03 s \| \| \| 8.º \| Chris Froome \| Team Sky \| + 1 min 10 s \| \| \| 9.º \| George Bennett \| LottoNL-Jumbo \| + 1 min 11 s \| \| \| 10.º \| Fabio Aru \| UAE Team Emirates \| + 1 min 12 s \| \| |                    |                   |                  |
| |                    |                   |                  |
| Fuente: ProCyclingStats |                    |                   |                  |
| Clasificación general |                    |                   |                  |
| Ciclista | Ciclista           | Equipo            | Tiempo           |
| 1.º | Simon Yates        | Mitchelton-Scott  | 26 h 31 min 30 s |
| 2.º | Tom Dumoulin       | Team Sunweb       | + 16 s           |
| 3.º | Esteban Chaves     | Mitchelton-Scott  | + 26 s           |
| 4.º | Domenico Pozzovivo | Bahrain-Merida    | + 43 s           |
| 5.º | Thibaut Pinot      | Groupama-FDJ      | + 45 s           |
| 6.º | Rohan Dennis       | BMC Racing Team   | + 53 s           |
| 7.º | Pello Bilbao       | Astana            | + 1 min 03 s     |
| 8.º | Chris Froome       | Team Sky          | + 1 min 10 s     |
| 9.º | George Bennett     | LottoNL-Jumbo     | + 1 min 11 s     |
| 10.º | Fabio Aru          | UAE Team Emirates | + 1 min 12 s     |

### Clasificación por puntos(Maglia Ciclamino)
| Clasificación por puntos | Clasificación por puntos | Clasificación por puntos      | Clasificación por puntos | Clasificación por puntos |
| Ciclista                 | Ciclista                 | Equipo                        | Puntos                   |                          |
| ------------------------ | ------------------------ | ----------------------------- | ------------------------ | ------------------------ |
| 1.º                      | Elia Viviani             | Quick-Step Floors             | 178 pts                  |                          |
| 2.º                      | Sam Bennett              | Bora-Hansgrohe                | 100 pts                  |                          |
| 3.º                      | Sacha Modolo             | EF Education First-Drapac     | 73 pts                   |                          |
| 4.º                      | Jakub Mareczko           | Wilier Triestina-Selle Italia | 65 pts                   |                          |
| 5.º                      | Guillaume Boivin         | Israel Cycling Academy        | 52 pts                   |                          |
| 6.º                      | Davide Ballerini         | Androni Giocattoli-Sidermec   | 52 pts                   |                          |
| 7.º                      | Marco Frapporti          | Androni Giocattoli-Sidermec   | 49 pts                   |                          |
| 8.º                      | Niccolò Bonifazio        | Bahrain-Merida                | 43 pts                   |                          |
| 9.º                      | Maksim Belkov            | Katusha-Alpecin               | 38 pts                   |                          |
| 10.º                     | Enrico Battaglin         | LottoNL-Jumbo                 | 37 pts                   |                          |

### Clasificación de la montaña(Maglia Azzurra)
| Clasificación de la montaña | Clasificación de la montaña | Clasificación de la montaña   | Clasificación de la montaña | Clasificación de la montaña |
| Ciclista                    | Ciclista                    | Equipo                        | Puntos                      |                             |
| --------------------------- | --------------------------- | ----------------------------- | --------------------------- | --------------------------- |
| 1.º                         | Esteban Chaves              | Mitchelton-Scott              | 35 pts                      |                             |
| 2.º                         | Simon Yates                 | Mitchelton-Scott              | 18 pts                      |                             |
| 3.º                         | Thibaut Pinot               | Groupama-FDJ                  | 12 pts                      |                             |
| 4.º                         | Enrico Barbin               | Bardiani CSF                  | 11 pts                      |                             |
| 5.º                         | George Bennett              | LottoNL-Jumbo                 | 9 pts                       |                             |
| 6.º                         | Marco Frapporti             | Androni Giocattoli-Sidermec   | 7 pts                       |                             |
| 7.º                         | Ryan Mullen                 | Trek-Segafredo                | 6 pts                       |                             |
| 8.º                         | Domenico Pozzovivo          | Bahrain-Merida                | 6 pts                       |                             |
| 9.º                         | Eugert Zhupa                | Wilier Triestina-Selle Italia | 5 pts                       |                             |
| 10.º                        | Andrea Vendrame             | Androni Giocattoli-Sidermec   | 4 pts                       |                             |

### Clasificación de los jóvenes(Maglia Bianca)
| Clasificación del mejor joven | Clasificación del mejor joven | Clasificación del mejor joven | Clasificación del mejor joven | Clasificación del mejor joven |
| Ciclista                      | Ciclista                      | Equipo                        | Tiempo                        |                               |
| ----------------------------- | ----------------------------- | ----------------------------- | ----------------------------- | ----------------------------- |
| 1.º                           | Richard Carapaz               | Movistar Team                 | 26 h 32 min 53 s              |                               |
| 2.º                           | Ben O'Connor                  | Dimension Data                | + 16 s                        |                               |
| 3.º                           | Sam Oomen                     | Team Sunweb                   | + 19 s                        |                               |
| 4.º                           | Maximilian Schachmann         | Quick-Step Floors             | + 39 s                        |                               |
| 5.º                           | Miguel Ángel López            | Astana                        | + 49 s                        |                               |
| 6.º                           | Valerio Conti                 | UAE Team Emirates             | + 3 min 21 s                  |                               |
| 7.º                           | Fausto Masnada                | Androni Giocattoli-Sidermec   | + 7 min 13 s                  |                               |
| 8.º                           | Giulio Ciccone                | Bardiani CSF                  | + 14 min 45 s                 |                               |
| 9.º                           | Matej Mohorič                 | Bahrain-Merida                | + 14 min 58 s                 |                               |
| 10.º                          | Jack Haig                     | Mitchelton-Scott              | + 15 min 03 s                 |                               |

### Clasificación por equipos"Super Team"
| Clasificación por equipos | Clasificación por equipos                | Clasificación por equipos | Clasificación por equipos |
| Equipo                    | Equipo                                   | Tiempo                    |                           |
| ------------------------- | ---------------------------------------- | ------------------------- | ------------------------- |
| 1.º                       | Mitchelton-Scott                         | 79 h 36 min 54 s          |                           |
| 2.º                       | Sky                                      | + 2 min 06 s              |                           |
| 3.º                       | Movistar Team                            | + 2 min 06 s              |                           |
| 4.º                       | Astana                                   | + 2 min 23 s              |                           |
| 5.º                       | UAE Team Emirates                        | + 6 min 00 s              |                           |
| 6.º                       | Groupama-FDJ                             | + 8 min 02 s              |                           |
| 7.º                       | Team Sunweb                              | + 13 min 40 s             |                           |
| 8.º                       | Lotto NL-Jumbo                           | + 14 min 48 s             |                           |
| 9.º                       | EF Education First-Drapac p/b Cannondale | + 15 min 40 s             |                           |
| 10.º                      | Dimension Data                           | + 17 min 32 s             |                           |

## Abandonos
- Edoardo Zardini, no tomó la salida por fractura de clavícula a consecuencia de una caída el día anterior.[2]